# Dorian Grays porträtt (film)
Dorian Grays porträtt (eng: The Picture of Dorian Gray) är en amerikansk skräck-dramafilm från 1945, i regi av Albert Lewin. Filmen är baserad på Oscar Wildes roman med samma namn. I huvudrollerna som Lord Henry Wotton och Dorian Gray ses George Sanders och Hurd Hatfield. Filmen tilldelades en Oscar för bästa foto och var nominerad i ytterligare två kategorier. Angela Lansbury nominerades för bästa kvinnliga biroll, hon vann inte men tilldelades istället en Golden Globe i samma kategori.

## Handling
Dorian Gray är en vacker yngling med svag karaktär bosatt i London under 1800-talet. En dag önskar han att ett porträtt av honom skall åldras istället för honom själv. Hans önskan går i uppfyllelse, men porträttet som visar hans sanna jag blir allt otäckare och fulare.

## Rollista i urval
- Hurd Hatfield - Dorian Gray
- George Sanders - Lord Henry Wotton
- Lowell Gilmore - Basil Hallward
- Donna Reed - Gladys Hallward
- Angela Lansbury - Sibyl Vane
- Peter Lawford - David Stone
- Richard Fraser - James Vane
- Douglas Walton - Allen Campbell
- Morton Lowry - Adrian Singleton
- Miles Mander - Sir Robert Bentley
- Lydia Bilbrook - Mrs. Vane
- Mary Forbes - Lady Agatha
- Robert Greig - Sir Thomas
- Moyna Macgill - Hertiginnan
- Anita Sharp-Bolster - Lady Harborough
- Billy Bevan - Malvony Jones
- Charles Coleman - Hallwards butler
- Lilian Bond - Kate
- Cedric Hardwicke - Berättare (ej krediterad)
- Guy Bates Post - Victor (ej krediterad)